# Bauhinia longifolia
Bauhinia longifolia är en ärtväxtart som först beskrevs av August Gustav Heinrich von Bongard, och fick sitt nu gällande namn av Ernst Gottlieb von Steudel. Bauhinia longifolia ingår i släktet Bauhinia och familjen ärtväxter.

## Underarter
Arten delas in i följande underarter:
- B. l. acuminata
- B. l. longifolia